# Талыши в Иране

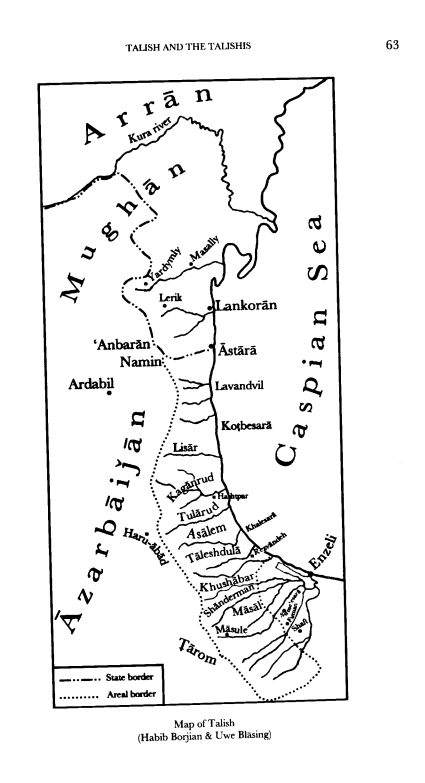
Карта талышей, составленная Гарником Асатряном и Хабибом Борджяном

Талыши в Иране (иранские талыши) — часть талышского этноса, исторически проживающая в некоторых северных районах Ирана. По происхождению талыши являются потомками аборигенных племен, говоривших на языке «азери», близком современному талышскому. Иосиф Михайлович Оранский в свое время считал, что в в пределах Ирана по приблизительным подсчетам было 80 тыс. талышей. По другим данным в Иране проживало около 100 тыс. талышей.     

## Общие сведения
В Иране талыши проживают компактной группой к югу от азербайджаноиранской границы. Местами их обитания являются западный край Восточного Азербайджана (от г. Астары на севере до Хальхаля на юге). Они населяют четыре шахрестана провинции Гилан: Астара, Талыш, Резваншахр и Масал. В шахрестане Астара талыши составляют в основном сельское население. В частности, в таких населенных пунктах, как Винебин, Сич, Лавандвиль, Вирмуни, Чалванд они составляют большинство. Немалое количество талышей проживает и в шахрестанах Фуман, Соумесара, Халхал, Шефт, Намин, а также в ряде селений вблизи Ардебиля. До середины XX века Талыш считался отдельным шахрестаном в составе провинции Гилан с пятью болуками: Горганруд, Асалем, Талышдулаб, Шандерман и Масал. Этот шахрестан назывался также Хамсе-йе Талыш или Болук-е Панджганейе Талыш. Центром Хамсе-йе Талыш был город Шафаруд на берегу Каспийского моря. Но так как он расположен на юго-восточной окраине области, центр шахрестана был переведен в Базар-е Горганруд. Надо отметить, что в это время торговыми центрами были еще Базар-е Хавиг, Лисар, Асалем. Но в 1947 г. административная система талышских районов претерпела изменение; в 1956 году Талыш имел четыре района - Горганруд, Талышдулаб, Шандерман и Масал. Центром Талыша являлся Хаштпар, позже переименованый в Талыш. Согласно данным Управления финансов провинции Гилан, в 1997 году количество талышей в южном Талышистане составляло 325 340 чел., которые проживали в 7 городах и 576 деревнях. Однако, как и в случае с северным Талышистаном, офицальная цифра весьма далека от истины. В Иране, при переписи населения, как известно, учитывается только конфессиональная принадлежность. На самом деле, число талышей Ирана может быть намного больше, также в пределах одного-двух млн. человек. 
В Иране официальная перепись населения не учитывает этнический состав, поэтому говорить о численности талышей крайне сложно. Была озвучена цифра в 550 тыс. чел., основывая ее на данных 30-летней давности (когда численность талышей в Иране определяли в 130 тыс. чел.) и оценке среднего прироста населения за эти годы. Талыши проживают на северо-западе провинции Гилян. Ланд шафт этой территории представляет собой равнину, вытянутую полосой с севера на юг и ограниченную с востока Каспийским морем, а с запада — Талышскими горами. Название гор стало существенным фактором в восприятии соседними народами этого региона в качестве талышского и талышей в качестве автохтонов. Кроме того, именно горы являются «своим» ландшафтом для талышей, себя они определяют в первую очередь горцами. Иранский Талыш делят на три части: южную, центральную и северную, соответствующие диалектному делению талышского языка. За исключением небольшой части центрального Талыша, население везде полиэтничное. Южные талыши проживают среди гиляков — наиболее многочисленного народа Гиляна (около 3 млн чел.). Гиляки доминируют во властных институтах региона.
Талыши Гиляна зачастую воспринимаются как горцы-скотоводы. Однако уже давно одной из важных отраслей хозяйства для них является земледелие, в частности типичное для региона рисоводство. Рисовые поля простираются до самых предгорий. Гектар земли под посадку риса называется джириб, сам участок называется биджōра киля. Каждая семья в среднем владеет участками от половины (ним джириб) до нескольких гектаров.
Среди талышей остана Гилян отчетливо фиксируется рост миграций в города, причем центром притяжения миграционных потоков является административный центр остана г. Решт. Самими информантами успех талышей в несельскохозяйственных сферах деятельности воспринимается как новое явление. Миграции носят в основном экономический и долгосрочный характер, среди переселенцев преобладает молодежь.
Язык иранских талышей, по имеющимся у нас данным, мало отличается от языка талышей Ленкоранского района. В экономическом и культурном отношении талыши Ирана, очевидно, стоят на таком же низком уровне, как и остальные народности этой отсталой страны.  Иране значительная суннитская группа представлена следующими селениями Ардебильского района: Амбаран, Аминджан, Дженд, Мизран, Минавар, Кулеш. В с. Пилечай сунниты живут смешанно с шиитами. В районе города Намин сельское население —сунниты, в самом же Намине — шииты.
О распространении талышей и их языка в горном районе, окаймляющем это побережье с запада, у нас имеются лишь расспросные сведения. Главные их селения там — Туларуд и Рек; южной границей служат округа Масула и Гескер, населенные уже гилянцами. Талыши проживают еще в округе Хальхаль и по имени округа именуются хальхальцами. В пределах Ирана, но уже на плоскогорье в направлении на запад от Зувандского округа Ленкоранского района, ближе к Ардебилю, имеется также ряд талышских селений: Амбаран, Кюлеш, Джеид, Делидаш, Кюльтепе, Дохюльтепе, Пилечай, Сарыханлы. Население в них чисто талышское, за исключением Сарыханлы, где оно смешано с тюркским. Пилечай является значительным районным центром в несколько тысяч домов. 
Национальное движение талышей Ирана
Талыши являются разделённым народом, большая часть которых проживает в Иране, меньшая часть в Республике Азербайджан, где составляет незначительное меньшинство, чуждое остальному населению. В Иране талыши не чувствуют притеснений, поэтому отсутствует почва для каких-либо националистических идей. Здесь активно изучается талышская история, культура и язык, проводятся археологические раскопки, в Реште, столице Гиляна, создан "Центр по исследованиям проблем Талышстана".

## История
В 1406 г. (806 г. х.) Тимур после встречи в Ардебиле с Хаджи Али передал его двору в качестве поместья большинство земель и селений Южного Талыша, в том числе Астару и Корганруд, присоединенных к Ардебилю. Эта вакуфная грамота была найдена во времена шаха Аббаса в деревне Худже Докухе, в окрестностях Балха. Один из сыновей Хаджи Али Абдуррахман вместе с женой и сыном постоянно проживал в талышских районах Гаскара и там же умер. В 1482 г. (882 г. х.) из-за сопротивления муганских жителей Махмудавара кызылбашам талыши по указанию шейха Хайдара «пролили много их крови». Аналогичные события происходили в Ширване во время правления ширваншаха Фаррух-Ясара Дербенди (1462-1501).
По сведениям историков шейх Хайдар проповедовал своим последователям ибахат, т. е. учение о законности действий, запрещенных шари‘атом, и «закон хуррамитов Бабека». Из этого видно, что среди кызылбашей распространялись старинные хуррамитские идеи социального равенства. И не случайно Сефевидов поддерживали жители Карадага и Талыша: оба эти округа были главным очагом крестьянского хуррамитского движения Бабека. Во время первого похода шейха Хайдара в Дагестан основную часть его войска составляли талыши. Самым известным из них был Дада-бек Талыш, а отряды талышей прозвали «Аби Джаме» («Одетые в голубые одежды») и «Джамаате Жулиде» («Толпа лохматых»). Некоторые из наместников шейха Хайдара происходили из талышских деревень, присоединенных к Ардебилю. Талышские суфии, сторонники шейха Хайдара пользовался среди его приверженцев большим влиянием. Опираясь на высказывания Фазлуллаха Рузбехана Ханджи Исфагани, можно предположить родство шейха Хайдара с талышами. Рузбехан писал: «Талыши... сделали из Хайдара и киблу, и мечеть, тем самым обожествив его». В основании и укреплении власти Сефевидов большую помощь Исмаилу оказали местные талышские феодалы. Они же позднее получили от этой поддержки и немалые экономические выгоды. Крупнейшим феодалом Талыша в период странствий Исмаила был Мир за Мухаммад Талыш, контролировавший Астару и прилегающие к ней районы. Он жил в Астаре, в местечке Арчиван.
События 1629 года
В 1629 г. крестьяне и городская беднота Талыша поднялись против иранских и местных феодалов. В этом восстании участвовало около 30 тысяч человек. Шах послал против них войска под командованием правителя Астары —Сары-хана. При расправе с повстанцами он уничтожил почти 7 тысяч человек. Несмотря на поражение, талышское восстание явилось одним из значительных выступлений крестьян Азербайджана против своих угнетателей.
События 18 века
В 1734 г. англичане подписали с Россией соглашение, по которому они получили право переправлять закупленный ими шелк в Европу транзитом через российскую территорию. Спустя четыре года делегация английских купцов получила также разрешение от Надир-шаха на строительство завода в Гиляне. Англичанами были  сделаны крупные капиталовложения в Гаскаре. В 1744 г. в Гилян прибыла английская миссия Джонса Ханвея. В результате восстания южных талышей, начавшегося в Астаре в 1744 г. и закончившегося в Гаскаре в 1747 г., английские купцы потребовали от британского посла в России Г. Форда взять под защиту их интересы и направить в их распоряжение два корабля, что бы вывести все принадлежавшее им имущество из Ирана. В результате кризиса торговли шелком и по настоятельному требованию России основное производство Талыша, а именно выращивание тутовника и разведение тутового шелкопряда было заменено посевом риса. Ярче всего это проявилось в Южном Талыше, где земли были пригодными для разведения этой культуры. В засушливых талышских районах сеяли пшеницу, кукурузу, другие злаковые, а также хлопок. Кроме того, через талышские земли проходили единственные, а потому и крайне значительные торговые пути, связывавшие Гилян и Мазандеран с Азербайджаном, Кавказом и Россией.
Восстания в Гиляне (1744 -1747)
В 1744—1747 гг. происходили многочисленные восстания в Гиляне. Летом 1744 г. начались волнения среди талышей. Как сообщает очевидец, «талышский народ паки замешание учинил». Движение, возникшее под лозунгом свержения Надира и первоначально охватившее лишь район Астары, имело большое влияние на весь Гилян. По свидетельству современников. «во всей Гиляне страх и великая опасность». Войска, посланные на усмирение талышей, разорили селения, охваченные восстанием, и, взяв в плен 25 зачинщиков, отправили их ко двору шаха. Однако волнения вспыхнули с новой силой и продолжались до февраля 1746 г. Движение в Гиляне, как и в других местах. было связано с усилением налогового нажима на население. Во главе повстанцев встал Кальб Хусейн-бек, который объявил о своем неподчинении шаху, «в чем его сие наипаче подкрепляет, что талышские жители с возможным рачением к нему поспешествуют и за одно себя берегут и охраняют» . Для подавления восстания Надир послал отряд, насчитывавший 1,5 тыс. воинов, который, однако, не смог добиться успеха. Тогда проти восставших был направлен отряд, состоявший из 3 тыс. афганцев. Но и они не могли усмирить повстанцев. Шахские военачальники вынуждены были обещать талышам простить их. если оии добровольно прекратят борьбу. Племенная верхушка, принимавшая участие в восстании талышей, изменила им и явилась с повинной в лагерь шахских войск. После этого с ее помощью часть астаринских и талышских деревенских старост была поймана и взята в плен. Многие из инх «для взыскания с них доимок и положенных штрафных денег» содержались под арестом, а некоторые «были закованы в колодкиь». Движение потерпело поражение. Основную силу восстания составляли крестьяне и кочевники. Переход на сторону шаха племенной верхушки ускорил подавление восстания.
События 19 века
Во время эпидемий чумы в 1830 и 1834 гг. вымерло две трети талышского населения. Жители талышских земель для преодоления своих трудностей попросили помощи у соседей. С 1840 г. ежегодно 27 тыс. человек прибывали в Гилян из других мест в качестве рабочей силы. Почти все они были тюркоязычными. Их переселение сюда на постоянное место жительства из-за нужды, бедности и стесненности условий жизни нарушило талышскую структуру населения. Ущерб, нанесенный талышскому языку, не имевшему алфавита, привел к тому, что он легко попал под влияние тюркского языка, который получил распространение в школах, медресе, в печати, на радио и в госучреждениях северного Талыша.
После раздела Талыша на Северный и Южный царская Россия в целях усиления своего влияния в регионе приступила к широко масштабному переселению сюда тюрков, армян и представителей других национальностей'. Талыши выступали против прибытия непрошеных гостей, русские же поддерживали мигрантов, в результате чего стычки обычно заканчивались в пользу вновь прибывших. Но в приграничных районах при поддержке южных талышей протесты приняли массовый характер, в некоторых случаях приведшие к убийствам русских солдат. В этой связи русская администрация потребовала от заместителя наследника Мирза Абу-аль-Касема направить для нормализации обстановки на границе Назар-Али-хана, мужа сестры Мир Хасан-хана. Царская Россия хотела прибрать к рукам имущество и собственность местного населения, особенно тех, кто уехал из Северного Талыша . Вся собственность Мир Хасан-хана перешла в руки российского императора. Дома хана и его приближенных были разрушены при участии некоторых местных талышей, получивших титул «оглы». Дочери Мир Мустафа-хана Беюк-ханум, ставшей марионеткой на службе у русских оккупационных властей, оказывалась всевозможная помощь. Она же стала инициатором раздела имущества своего отца и брата. Свою собственность она передала российскому правительству и за это получила постоянное ежегодное пособие в 1200 манат. После этого она сначала уехала в Баку, а затем поселилась в Петербурге. Из письма генерала Драгенко от 13 марта 1830 г. стало известно, что другая дочь Мир Мустафа-хана, Багим-ханум приняла российское подданство и передала России все свои земли, леса, деревни и личную собственность'. Третья дочь Мир Мустафа-хана, Сакине-ханум, которая по инициативе генерала Ильинского вышла замуж за русского офицера Алхазова, поступила также.
Русские колониальные власти приступили к мааштабному разрушению талышских исторических памятников, особенно мечетей, в том числе, мечети Кербелай Худаверди, а также правительственных зданий, в частности, Диванханей-е Мир Мустафа-хана . Одновременно с этим русские солдаты, не доверяя мусульманам, силой врывались в их дома, особенно религиозных деятелей, подвергали их насмешкам и оскорблениям . В результате притеснений и мучений, массовых нарушений прав, захвата имущества значительная часть жителей Северного Талыша перебрались в Южный. Часть талышей поселилась в талышской области Талышдулаб, находившейся под контролем Али-Кули-хана. Три тысячи семей из Ленкорани нашли приют в землях Вилкиджа и его центре Намине, где правил сын Мир Хасан-хана Казем-хан. Поездки из Южного Талыша в Северный Талыш стали почти невозможны. Они могли осуществляться лишь на основе письменного разрешения российского консульства в Тебризе. С другой стороны, северные талыши имели разрешение на поездки только до Сальяна, а для выезда из Северного Талыша в другие районы нужно было получить разрешение российского коменданта Ленкорани.
События 20 века
В мае 1907 года в Талыше (в районе Керганруда) вспыхнуло крестьянское восстание против наследственного талышинского правителя — феодального хана Амид-эс-Салтане (Сардара Амджеда) и его сына Арфа-эс-Салтане. Толчком к восстанию послужили произвол и варварская жестокость Арфа-эс-Салтане, который «запретил талышинцам произносить слово «машруте» (конституция) и приказал зашить рот одному из своих подданных за неисполнение своего приказания.
По соседству с Талышем, в районе Астары, в январе 1908 года началось восстание крестьян во главе с Хосейном-Али и Решидом против наминских ханов. Восставшие крестьяне создали свои вооруженные отряды, которые заняли дорогу между Астарой и Ардебилем и не допускали сношений между наминскими ханами, Астарой и Ардебилем. Отряды повстанцев вели борьбу против шахских властей и ханов, не трогая мирных путешественников. В течение нескольких месяцев район Астары и дорога из Астары на Ардебиль до Арпа-тепе находилась в руках восставших крестьян. Назначенный вице-губернатором в Астару Сарем-эд-Доуле был враждебно встречен жителями и вынужден был вернуться обратно. 
Частью талышской истории в Иране является то, что предыдущее название иранского Билясувара было "Талыш-Микейли". В переписке Рашид ад-дина упоминается о возделывании риса в округе Астара (Талышский край).